# Ciclodoripoïdeus
Els ciclodoripoïdeus (Cyclodorippoidea) són una superfamília crustacis decàpodes de l'infraordre dels braquiürs. La superfamília va ser descrita l'any 1892 per Arnold Edward Ortmann naturalista i zoòleg estatunidenc que va especialitzar-se dins la malacologia.

## Taxonomia
Conté les famílies:
- Cyclodorippidae  Ortmann, 1892
- Cymonomidae  Bouvier, 1897
- Phyllotymolinidae  Tavares, 1998
- †Torynommatidae  Glaessner, 1980